# Tespesio de Capadocia
Tespesio de Capadocia fue, según la tradición, un mártir cristiano del siglo III que habría muerto durante el reinado del emperador romano Alejandro Severo alrededor del año 230. Su nombre latino, Thespesius, provine del griego "divino", "magnifico" ("Wondrous One" en inglés).